# St. Nikolaus (Altengeseke)

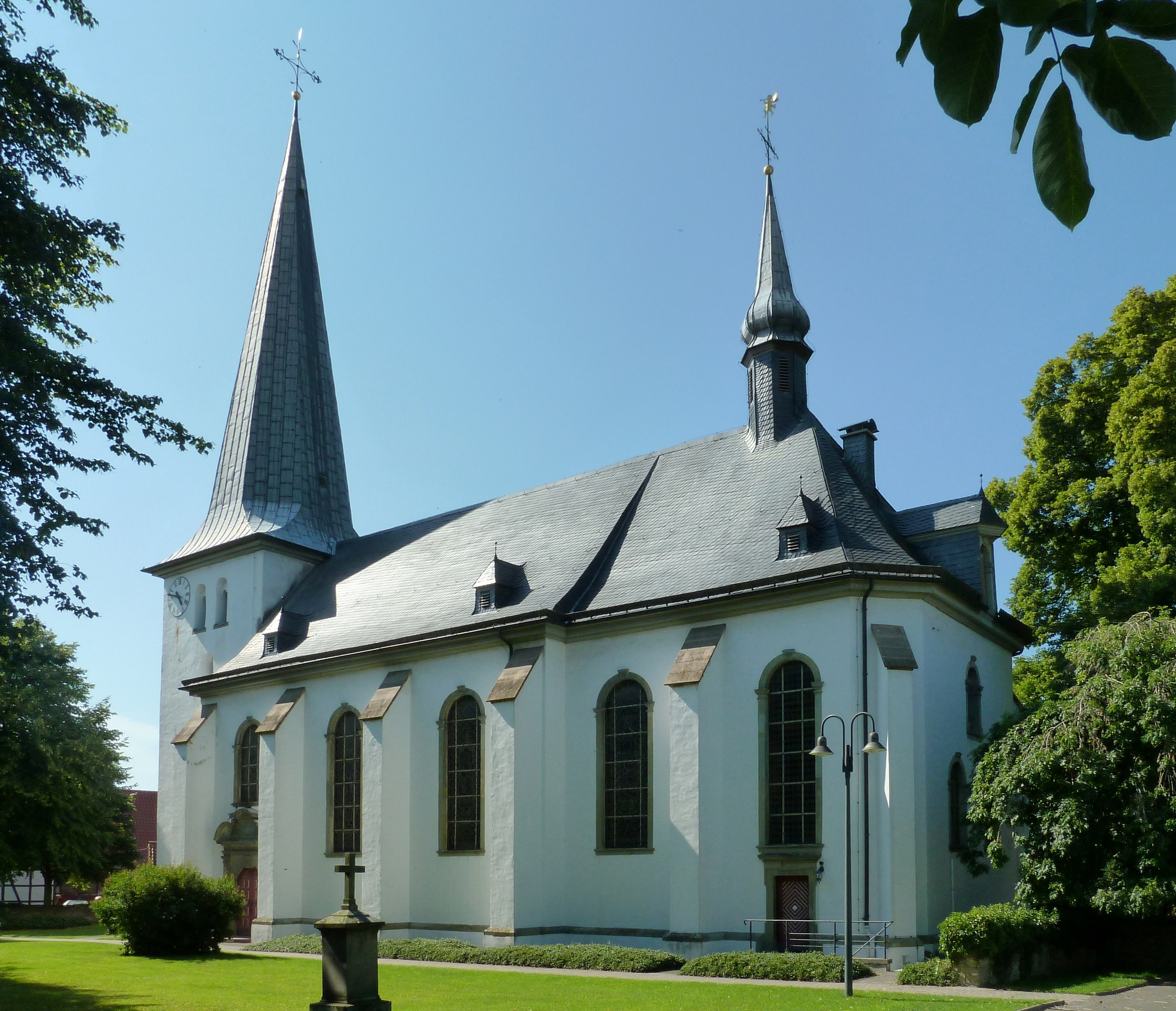
St. Nikolaus

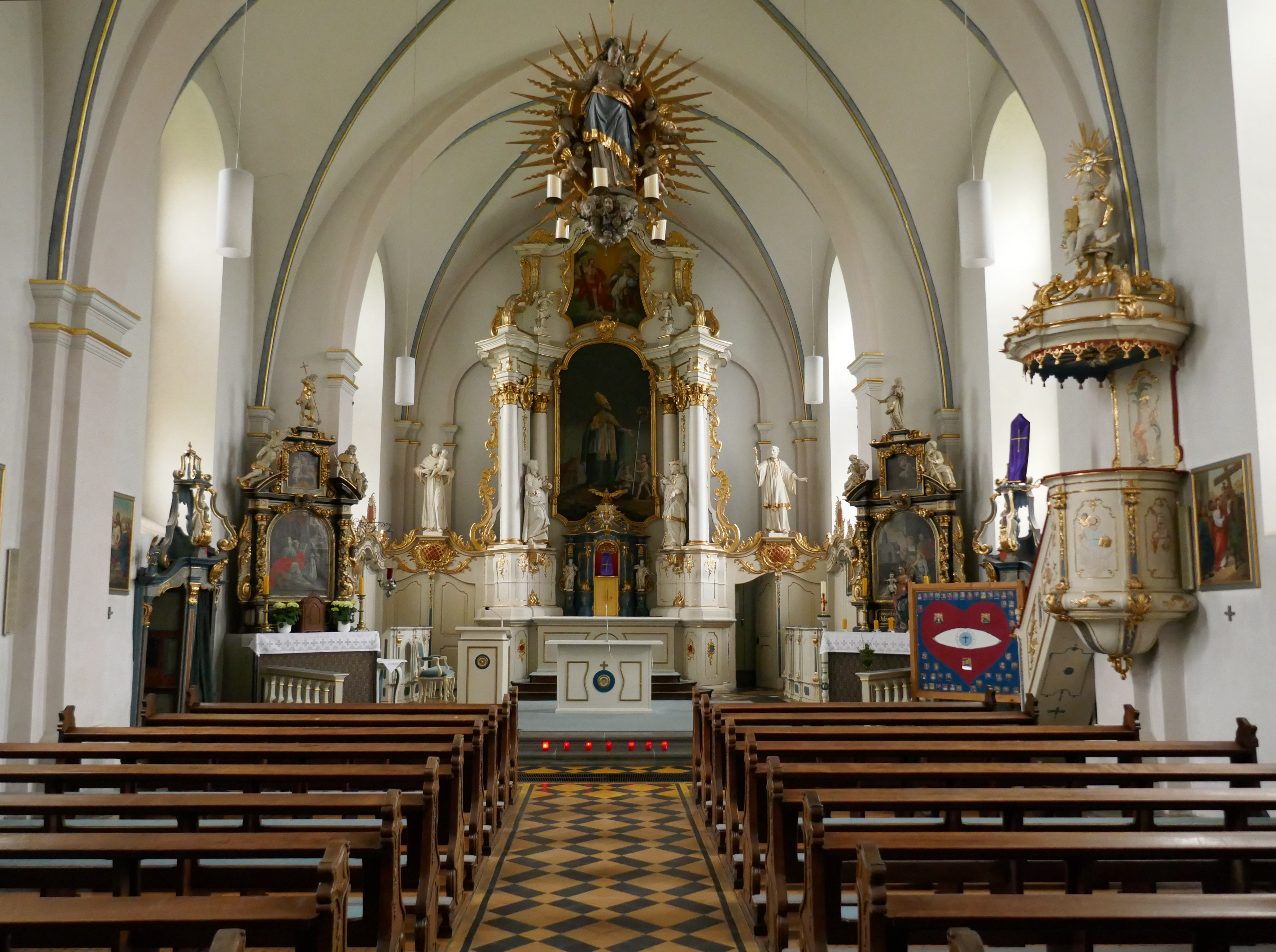
Innenansicht

Die katholische Pfarrkirche St. Nikolaus ist ein denkmalgeschütztes Kirchengebäude in Altengeseke, einem Ortsteil der Gemeinde Anröchte im Kreis Soest in Nordrhein-Westfalen. Das Gebäude wurde als eines der wenigen im Erzbistum Paderborn als stilgerechter Bau der Barockzeit entworfen und errichtet. Die Kirche ist das historisch bedeutendste Gebäude im Dorf Altengeseke. Die Gemeinde gehört zum Dekanat Lippstadt-Rüthen, im Gemeindeverband katholischer Kirchengemeinden Hellweg. Die Kirche wird auch für Veranstaltungen und Konzerte genutzt.

## Geschichte und Architektur
Erstmals urkundlich erwähnt wurde die Pfarrei in einer Urkunde vom 26. Oktober 1238. Die Vorgängerkirche war im Dreißigjährigen Krieg erheblich beschädigt worden, trotz mehrerer kleinerer Reparaturen war die Kirche so baufällig geworden, dass sie abgebrochen werden musste. Von diesem Bau stammt der romanische Turm mit seinen zweiteiligen Schalllöchern. Geistliche Gutsherren waren die Deutschordenskommende Mülheim, das Patroklistift und das Walburgisstift in Soest sowie die Klöster Rumbeck und Annenborn in Waltringhausen.
Die alte Kirche wurde 1752 abgebrochen. Der Grundstein für das neue Gebäude wurde am 2. Mai 1752 gelegt, zur selben Zeit begann der Neubau. Die Bewohner des Dorfes leisteten dabei umfangreiche Spann- und Tagedienste. Die gotisierende dreijochige Saalkirche wurde bis 1756 errichtet. Der gerade schließende Chor ist einjochig. Die Kirche und die drei Altäre wurden am 18. Juni 1756 von Ludwig Kleine, dem Abt des Klosters Wedinghausen, geweiht. Hauptpatrone waren der Hl. Nikolaus von Myra und der Hl. Johannes Nepomuk, ein Prager Domherr. Der romanische Westturm ist mit einem hohen Knickhelm bekrönt, er wurde nach einer Bezeichnung von 1738 bis 1741 unter der Leitung von Heinrich Stütting umgebaut. Seine Wände sind durch rundbogige Fenster und Schalllöcher gegliedert. Der Dachreiter über dem Chor ist mit einer welschen Haube bekrönt. Der eingezogene zweijochige Rechteckchor trägt einen Dachreiter mit barocker Haube. Der Sakristeianbau ist in das östliche Chorjoch angebaut und besteht aus zwei Räumen. Die Wände sind durch Strebepfeiler und ein verkröpftes Sockelgesims gegliedert. Die Fenster und Portale sind in Sandstein eingefasst, das südliche Portal ist durch ein Chronogramm mit 1752 bezeichnet. Die Inschrift der Kartusche über dem Nordportal ist verwittert und nicht mehr zu entziffern. Das Gebäude mit der weiten Halle, deren Mauern durch rundbogige Fenster gegliedert sind, entsprachen den barocken Raumvorstellungen. Die Schlusssteine der gotisierende Kreuzrippengewölbe sind bemalt und mit Symbolen verziert.

## Ausstattung

### Hochaltar

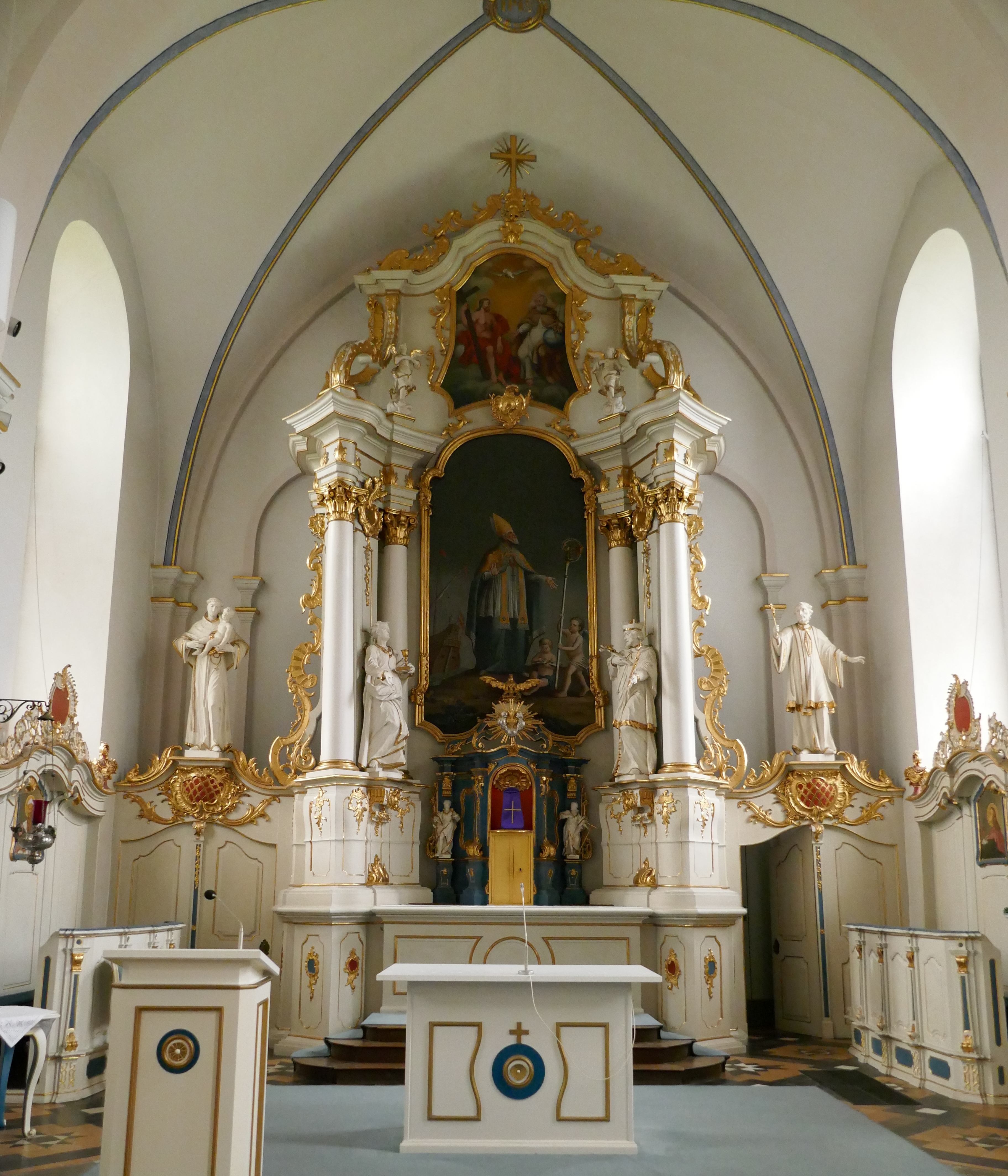
Hochaltar

Der Pastor Löcke und die Kirchenprovisoren schlossen nach Angaben in der Kirchenchronik, am 10. April 1765 einen Kontrakt mit dem Schreinermeister Heinrich Martini über einen anzufertigenden hohne Altar, der 1767 aufgebaut wurde. Die Altargemälde fertigte J. H. Falcke. Der Altar wurde 1777 von C. V. Sauer illuminiert. Die Cherubim im oberen Altargeschoss fertigte der Bildhauer Leonhard Falter aus Büren. Der Altar wurde im Stil des Rokoko gebaut. Seit der umfangreichen Restaurierung im Jahr 1954 wird er nach Befund wieder in der ursprünglichen Farbfassung gezeigt. Es überwiegen die Farben Weiß und Gold. Die rot- und goldverzierte Tabernakelzone ist mit Engeln und Leuchtern verziert, sie ist das Herzstück des Hauptaltares. Über dem Tabernakel schwebt ein goldener Pelikan. Er steht als Symbol der Hingabe und Güte Rechts und links begrenzend zwei Säulen das Altarbild. Der Bischof Nikolaus von Myra ist in theatralischer Geste dargestellt. Zu seinen Füßen sitzt ein Putto, der mit Goldstücken und einem Buch beschäftigt ist. Ein daneben gehender Putto bringt Nikolaus den Bischofsstab. Auf der linken Seite wird das Getreideschiff aus der Kornwunderlegende, als Hansekogge gezeigt. Das Gemälde im Obergeschoss zeigt die Dreifaltigkeit, es ist eine plumpe Darstellung eines nicht namentlich bekannten Künstlers.

### Seitenaltäre
Die Seitenaltäre stehen schräg vor dem Chorjoch, sie bilden zusammen mit dem Hochaltar eine eindrucksvolle Einheit. Der nördliche Altar ist den Heiligen Rochus, Sebastian, Karl Borromäus, Norbert, Philipp Neri und dem Evangelisten Johannes geweiht. Das Altarbild zeigt Johannes, wie er an einem offenen Fenster sitzend, in einer Vision die Geburt Jesu sieht. Das in lateinischer Sprache gehaltene Chronogramm SanCtVs Ioannes In Deo reCVMbens ergibt die Jahreszahl 1712. Auf den Sprenggiebeln stehen Figuren der Heiligen Rochus und Sebastian, sowie Georg mit dem Drachen. Der südliche Seitenaltar zeigt ein Chronogramm HonorIsantCtae Annae MatrIs Delparae aVlae ChristI was ebenfalls 1712 ergibt. Auf dem Altarbild ist die Darstellung der Eltern von Maria, Joachim und Anna, zusammen mit ihr zu sehen. Die drei Figuren stellen Maria, Petrus und Paulus dar. Auf dem Altartisch steht eine Figur der Maria als Königin aus Terrakotta. Ihre Herkunft ist nicht geklärt.

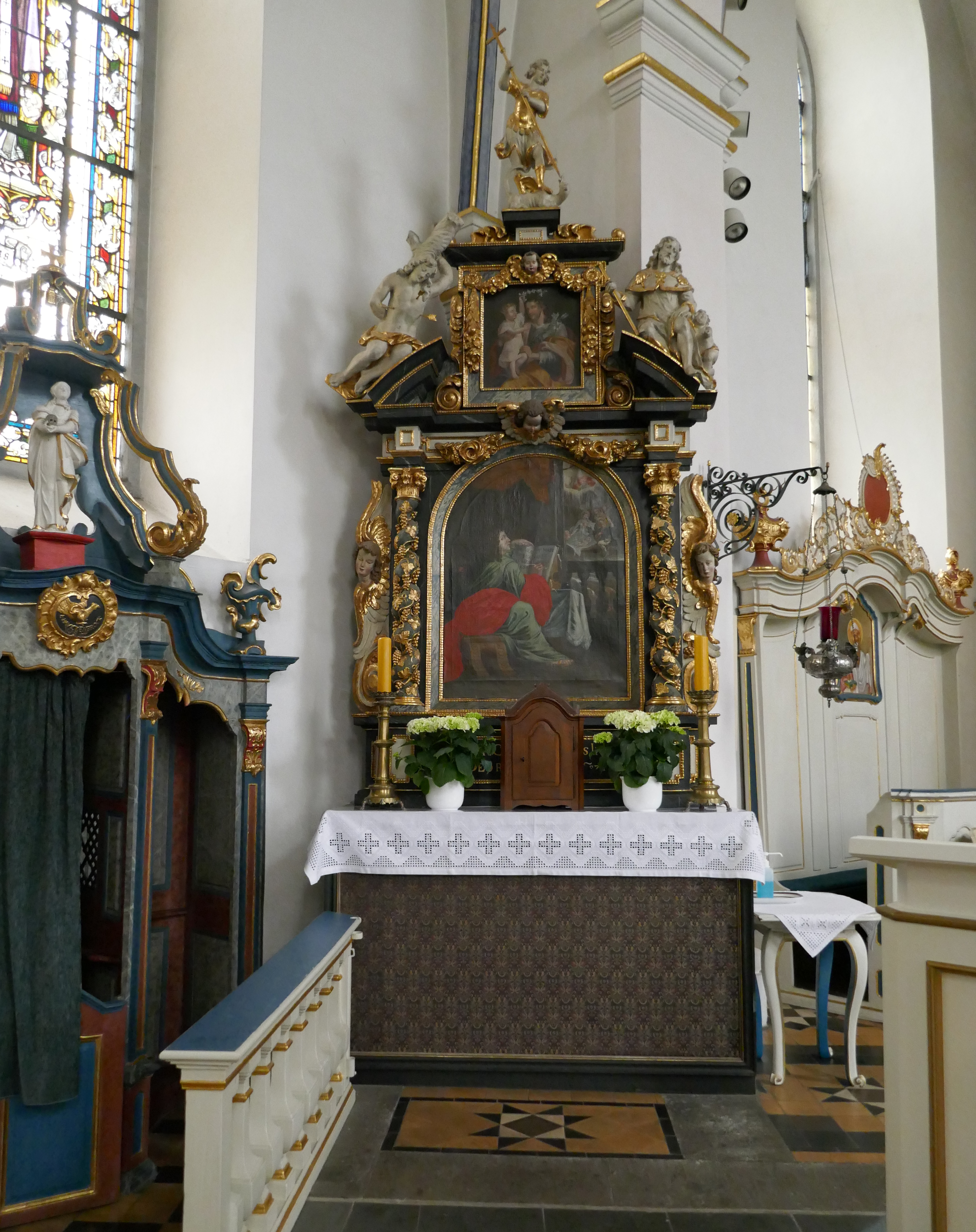
Nördlicher Seitenaltar
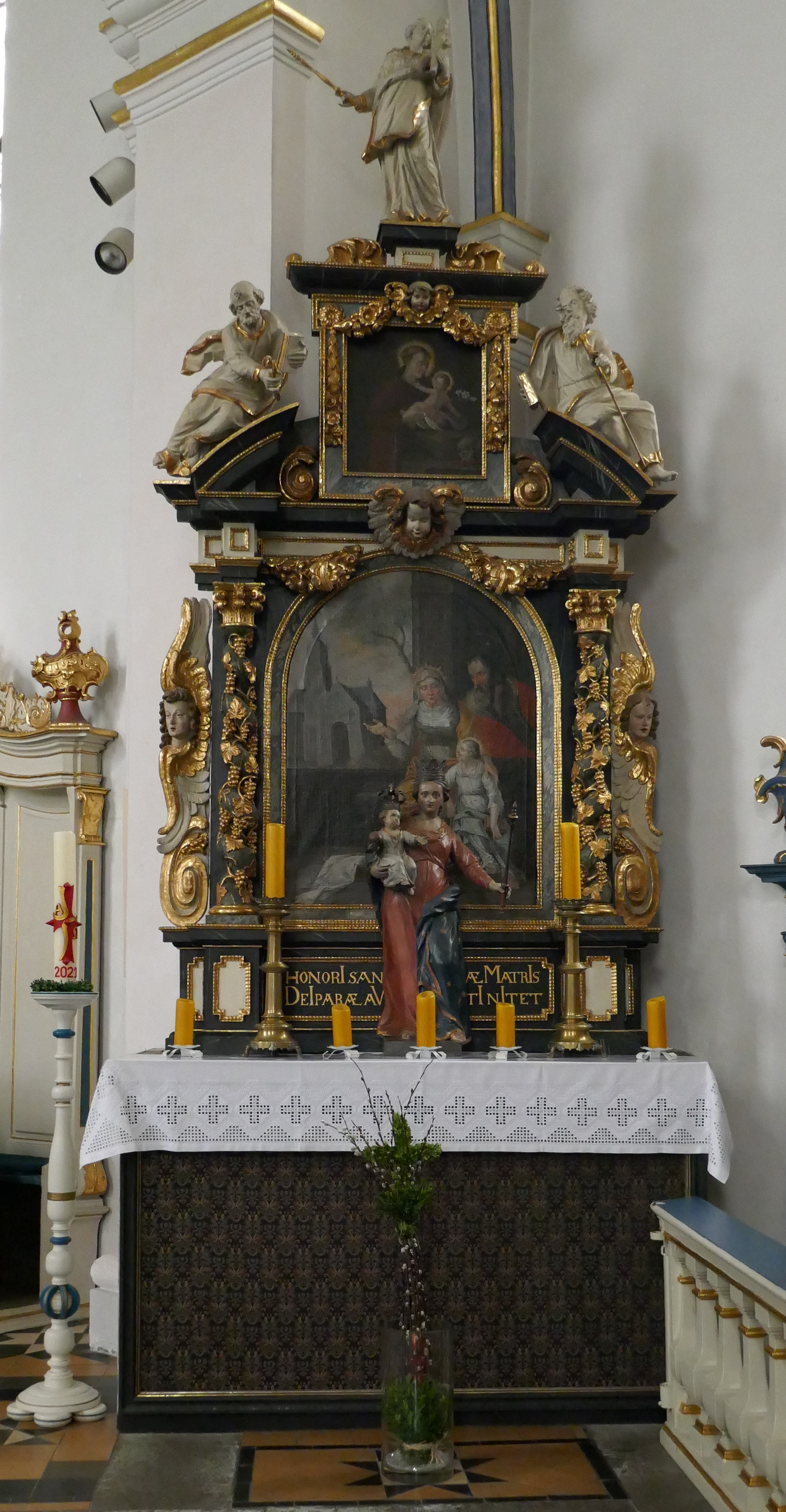
Südlicher Seitenaltar

### Kanzel

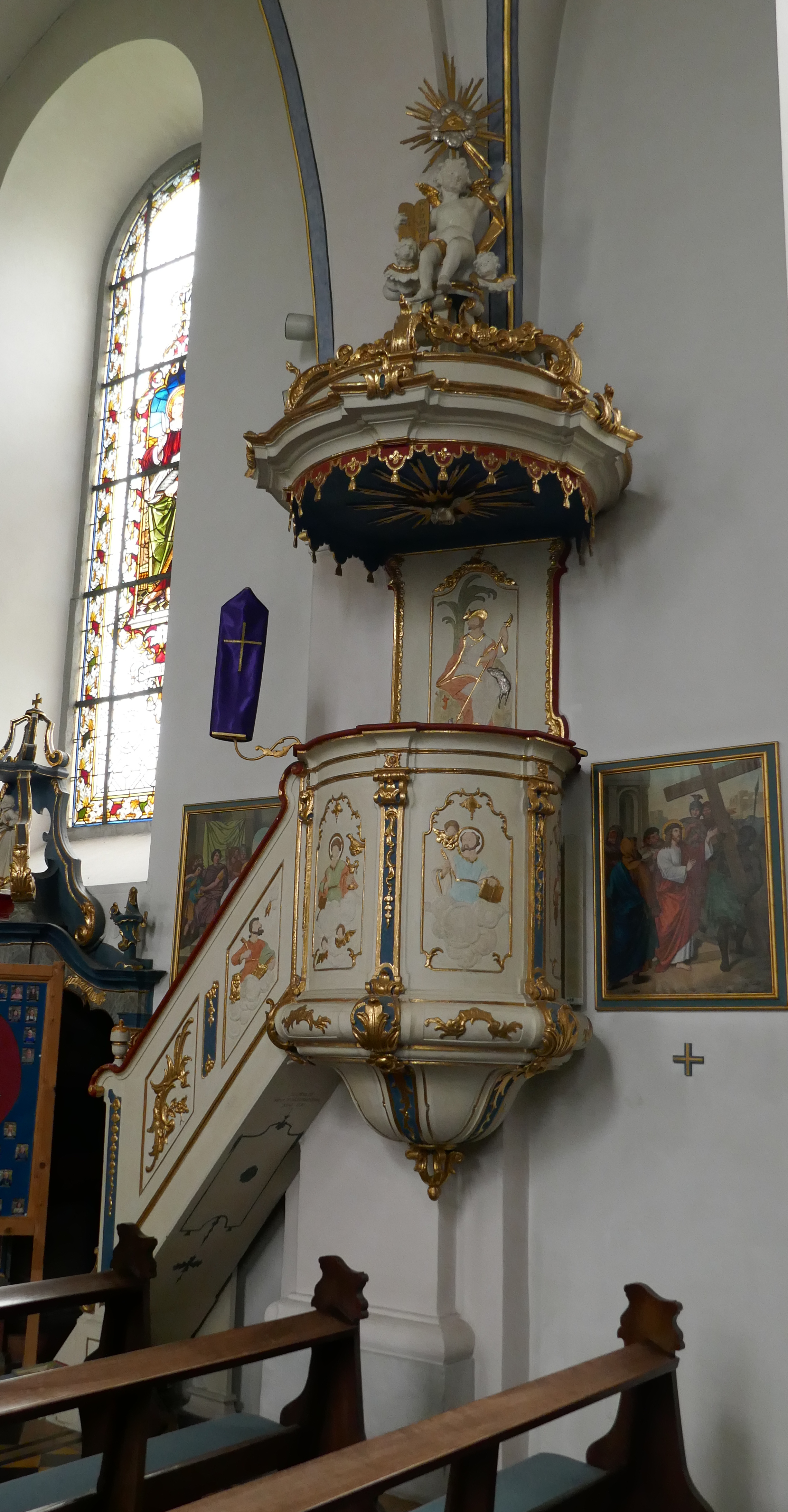
Kanzel

Die Kanzel ist in Weiß und Gold gefasst. Sie ist im Stil des späten westfälischen Rokoko gehalten. Sie ist kulturgeschichtlich von Bedeutung und steht in Beziehung zu den Kanzeln der Kreuzkirche in Mönninghausen und St. Brigitta in Weiberg. Der Auftrag für den Bau der Kanzel erteilte Pastor Löcke etwa 20 Jahre nach dem Bau des Hochaltares, dem Bildhauer Leonhard Falter. Dem Bildhauer wurden klare Vorgaben gemacht, Löcke schrieb: Primo soll die Kanzel nach dem von mir unterschriebenen Abriss gemacht werden und zwar aus gesundem, ganz trockenem Eichenholz; sofort in der Rückwand die Bildnüss Pastor Bonus eingehauen sein, wie denn auch unten in den Füllungen die vier Evangelisten. Die Kanzel wurde 1785 aufgebaut, der runde Kanzelkorb wirkt schlank. Die Halbfiguren der Evangelisten befinden sich als Flachreliefs über Wolken. Auf der Kanzelrückwand ist Christus mit einem Hut auf dem Kopf, als guter Hirte dargestellt; mit einer Lanze tötet er einen Wolf. 1796 nahm der Künstler Sauer die Bemalung vor. Er dokumentierte sein Werk unter der Kanzeltreppe: Illumina vit Sauer wohn in Stadt Geseke anno 1796. Die Goldborte am Kanzeldeckel hängt rundrum herab, der Deckel ist reich mit goldgefasstem Zierwerk geschmückt und wird von einem Engel gekrönt, der auf einer Wolke sitzend in der rechten Hand die Tafeln mit den zehn Geboten präsentiert. Darüber ist in einem goldenen Strahlenkranz ein Dreieck mit dem Auge Gottes zu sehen.

### Taufbrunnen

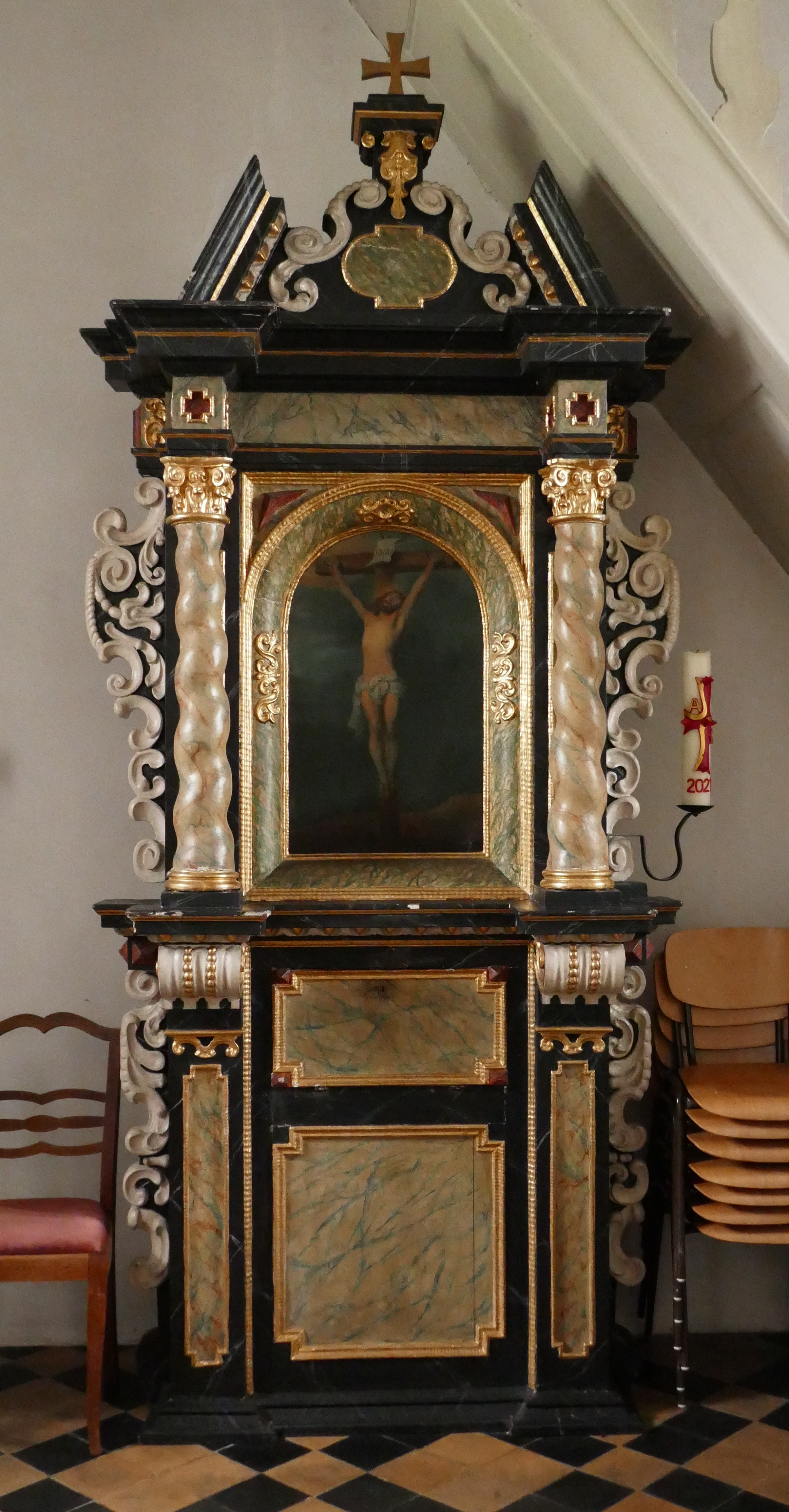
Taufbrunnen

Der Taufbrunnen im strengen frühbarocken Stil steht in der Turmhalle. Er ist in Form eines Schrankes gestaltet und erinnert an einen Hausaltar. Sein oberer Teil des Schrankes ist eine üppig geschmückte Ädikula mit Säulen. Das Gemälde in doppelter Rahmung zeigt ein barockes Kruzifix. Darunter ist zwischen Voluten eine Klappe zu erkennen, die in geöffnetem Zustand ein Gestell präsentiert, in dem die Taufschale hängt. Der Innenraum hinter der Klappe wurde erneuert. Der Taufbrunnen wurde um 1680 vermutlich für die Vorgängerkirche angefertigt und diente wohl zur Sicherung des Taufwassers und des verzinnten Beckens aus Kupfer, während der Kriegswirren. Eine Anordnung aus Paderborn besagte: Pastores sacrum fontem sub opercule et sera diligenter servent (Die Pfarrer sollen den Taufbrunnen mit Deckel und Riegel sorgfältig sichern).

### Strahlenkranzmadonna

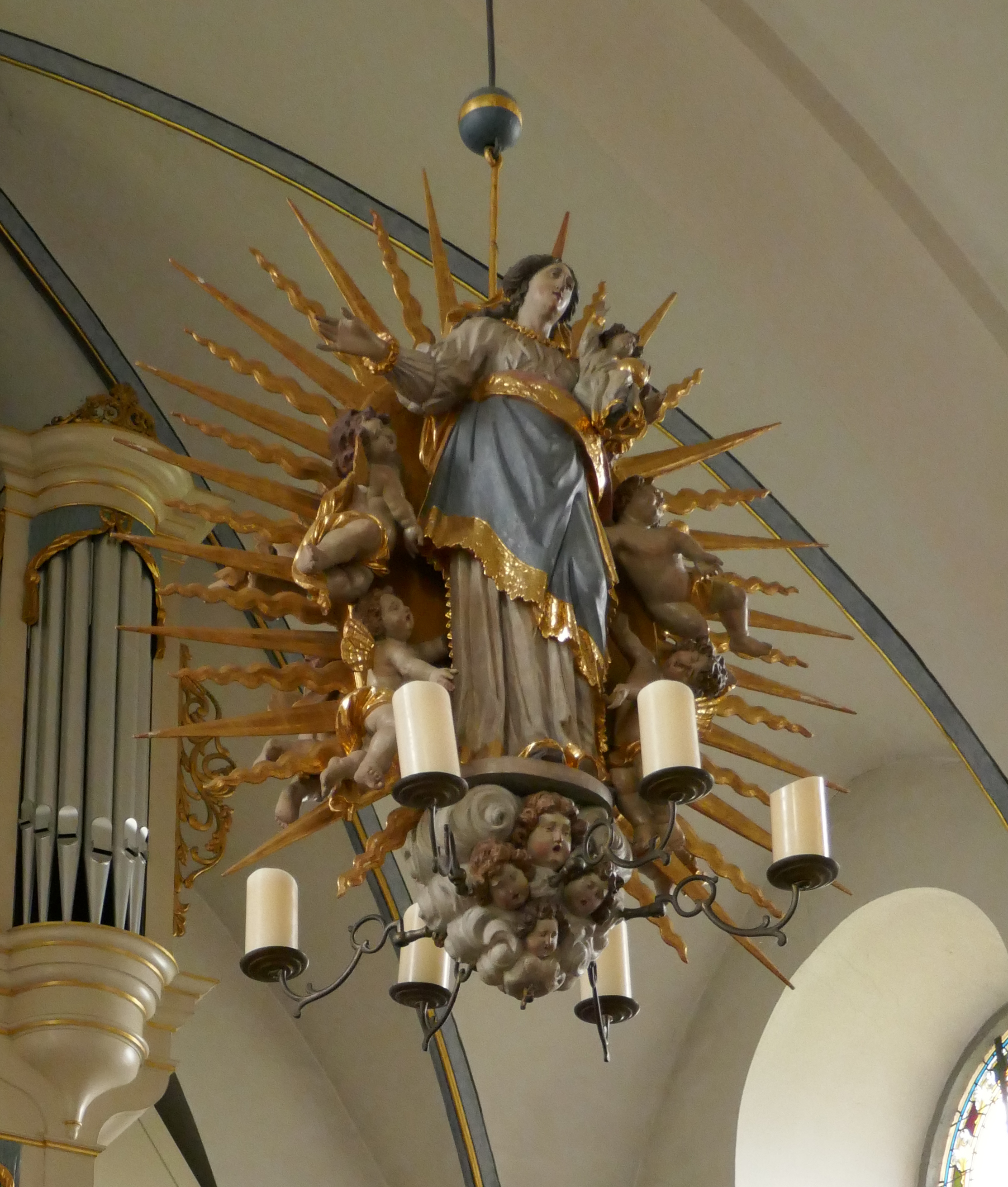
Strahlenkranzmadonna

Vom mittleren Joch der Gewölbe hängt eine Doppelmadonna herab, sie wurde zu Beginn des 18. Jahrhunderts angefertigt. Somit ist sie eines der ältesten Ausstattungsstücke der Kirche. Der ausführende Künstler ist nicht bekannt. Die Marienfigur trägt auf dem linken Arm das Jesuskind. Sie ist grazil geschnitzt und hervorragend gefasst. Mit ihrer schlanken Figur erinnert sie an gotische Madonnen. Die höfisch anmutende Kleidung, ein weißes Gewand mit Rüschen an den Ärmeln und ein blauer Mantel, der mit breiten Goldborten abgesetzt ist, ist fein geschnitzt. Maria und das Kind sind von vier Putten begleitet, die Gruppe ist von flammenden, goldenen Strahlen eingefasst. Unter der Marienfigur erscheinen die Köpfe von vier Engeln in einer Wolke. Maria ist nicht gekrönt, aber trotzdem als Himmelskönigin dargestellt, in der rechten Hand hielt sie wohl ursprünglich ein Zepter, das verloren ging. Ein deutliches Zeichen für die Darstellung als Himmelskönigin sind das Fehlen der Weltkugel und der Schlange, mit der in frühbarocker Manier die Immaculata aus der Offenbarung dargestellt wurde. Sie steht nicht, wie häufig üblich, auf einer Mondsichel, sondern auf einem Podest.

### Sonstige Ausstattung
- Der Orgelprospekt wurde zum Ende des 18. Jahrhunderts angefertigt.
- Das süddeutsche Vesperbild wurde in der zweiten Hälfte des 17. Jahrhunderts gemalt
- Die 14 Kreuzwegstationen sind eine Arbeit aus der Zeit um 1885[17][18]
- Die Beichtstühle, das Chorgestühl und die Kommunionbank stammen aus der Erbauungszeit der Kirche. Sie wurden nach 1777 von Leonhard Falter illuminiert.
- etwa 1777 wurden die fast lebensgroßen Figuren der Heiligen Antonius von Padua in der Darstellung als Mönch und des Franziskanerordens und Franz Xaver als Missionar vom Bildhauer Leonhard Falter aus Büren fertiggestellt und über den seitlichen Portalanbauten aufgestellt.[19]

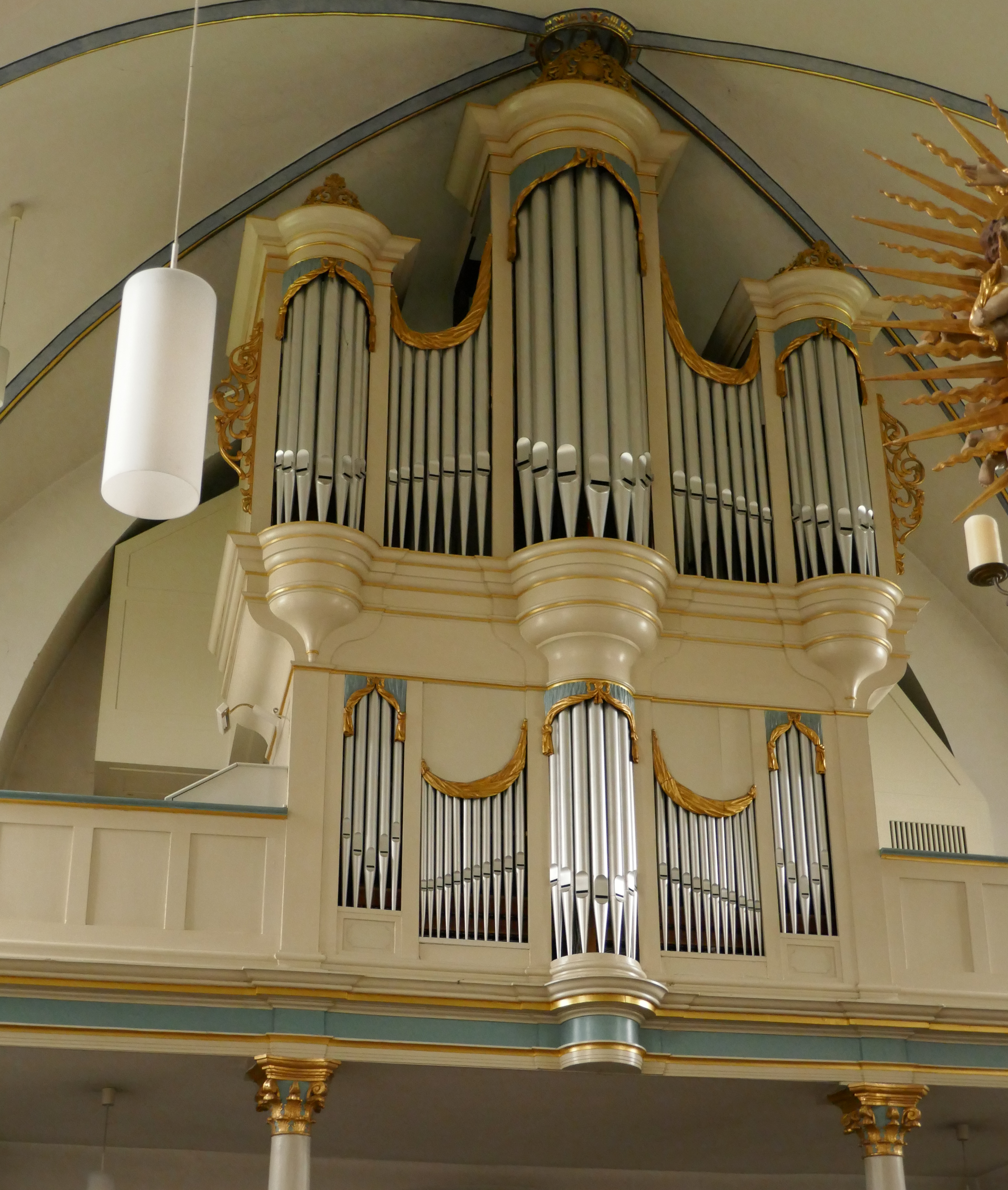
Orgel
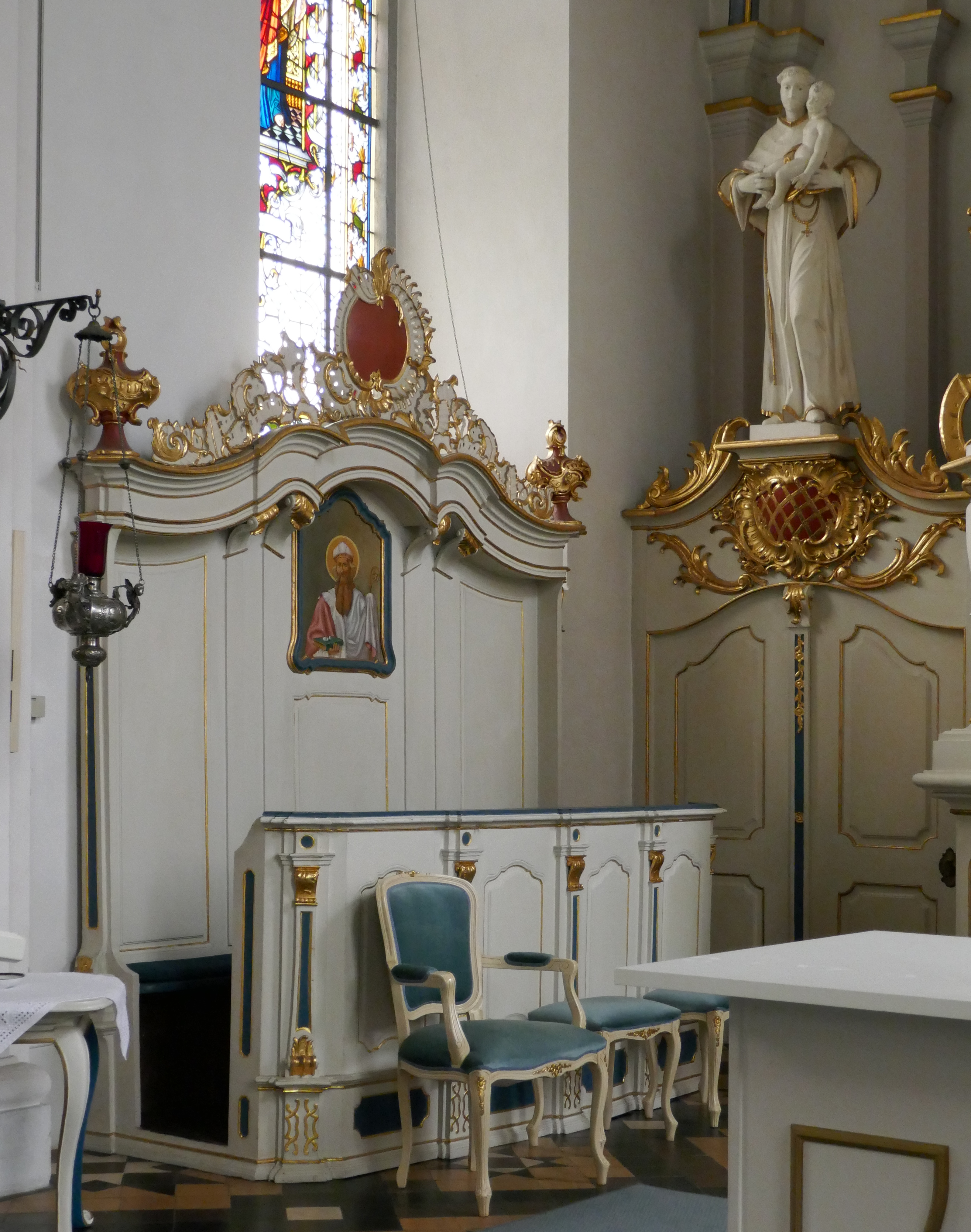
Chorgestühl
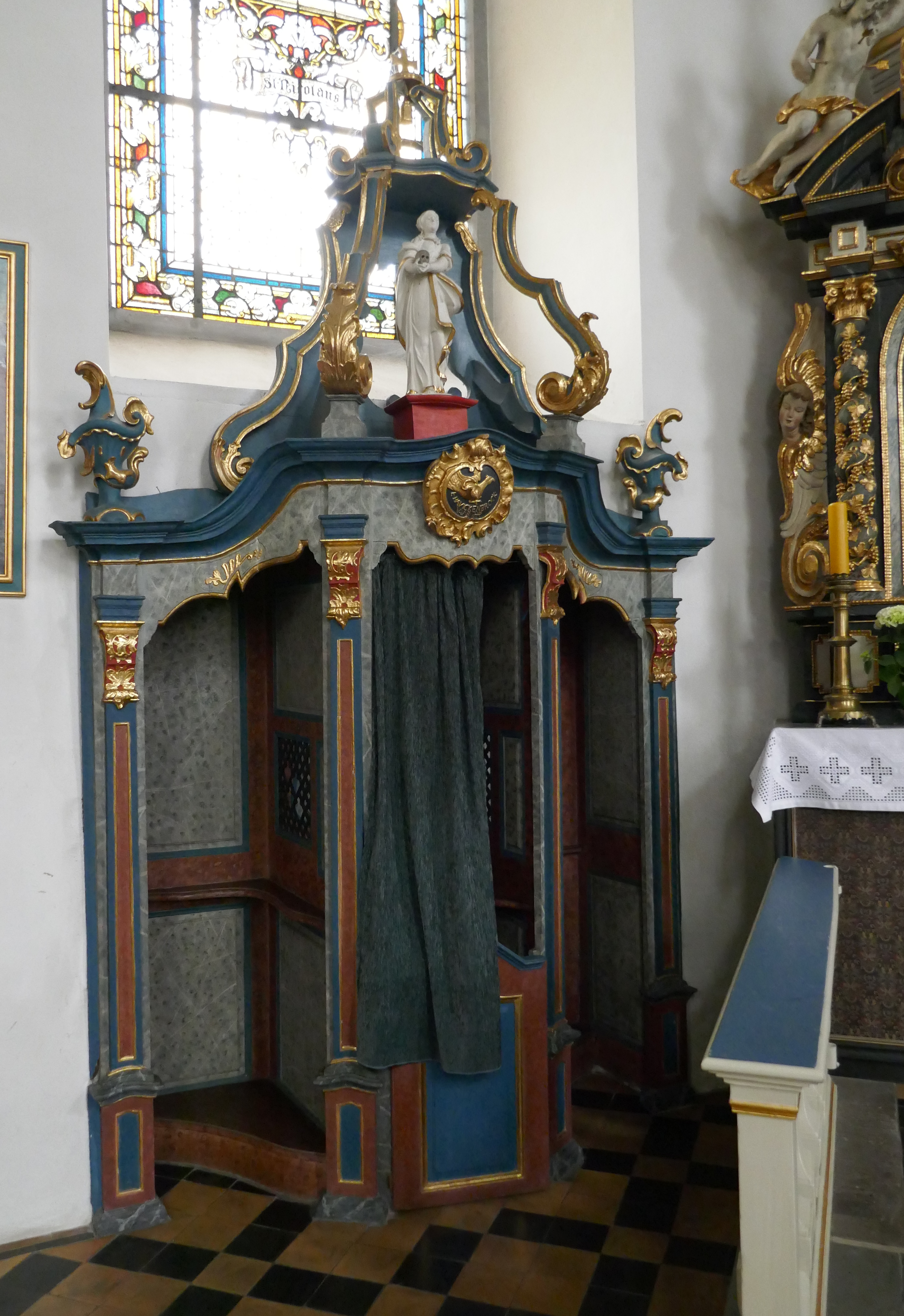
Beichtstuhl

### Historische Ausstattung
Der Denkmalpfleger und Architekt Albert Ludorff beschrieb als Regierungsbeauftragter der preußischen Staatsbauverwaltung in der Reihe Die Bau- und Kunstdenkmäler von Westfalen auch in einem kurzen Bericht die Kirche St. Nikolaus und deren Ausstattung. Ob die folgenden Gegenstände erhalten sind, ist nach derzeitigem Stand nicht belegbar. 1912 waren noch vorhanden:
- In der Sakristei stand ein geschnitzter Schrank vom 18. Jahrhundert
- Eine aus Silber getriebene Monstranz im Stil der Spätrenaissance in Strahlenform, der Fuß war mit Ranken verziert. Die Monstranz ist 50 cm hoch.
- Von den vier vorhandenen Glocken sind zwei mit Inschriften versehen, die beiden anderen wurden in neuerer Zeit gegossen.
  - maria ist mein nahm petrus conradi pastor niclaus’ storck provisoren joannes de la paix de arnberg johan cordes me fecit anno dni 1656 Die Glocke hat einen Durchmesser von 1,o8 Metern und wurde von Johann de la Paix gegossen.
  - innissium sancti eevangiligi seccundum johannem mit einem Durchmesser von 0,43 Metern[20]

## Historisches Pfarrhaus
Zur St. Nikolauskirche gehört das gegenüber der Kirche am Kirchhof stehende Pfarrhaus. Es wurde 1852 als zweigeschossiges verputztes Gebäude in Massivbauweise errichtet und dient als reines Wohnhaus. Der Eingang des fünfachsig gegliederten Gebäudes befindet sich in der Mittelachse. Der Bau ist über einen breiten Flur und eine einläufige Treppe, die in die obere Etage führt, erschlossen. Der Flur erweitert sich zu einer großen Küche, von der aus ein separater Zugang zum Garten möglich ist. Die ursprüngliche Struktur der Räume ist weitgehend unverändert.

## Pfarrarchiv
Seit 1682 sind im Pfarrarchiv Kirchenbücher erhalten. Eine Pfarrchronik wurde 1740 von Pfarrer Fellings begonnen und in späterer Zeit von Klemens Schulte fortgeführt.